# Acerotisa notulata
Acerotisa notulata is een platworm (Platyhelminthes). De worm is tweeslachtig. De soort leeft in het zoute water.
Het geslacht Acerotisa, waarin de platworm wordt geplaatst, wordt tot de familie Euryleptidae gerekend. De wetenschappelijke naam van de soort werd voor het eerst geldig gepubliceerd in 1802 door Bosc.